# 交河県
交河県（こうが-けん）は中華人民共和国河北省にかつて存在した県。現在の泊頭市交河鎮に相当する。
1167年（大定7年）、金朝により楽寿県より分割設置された。1946年（民国35年）、交河県より泊鎮市が分割設置されている。1983年に泊頭市（1948年に泊鎮市より改称）に統合され消滅した。